# Западнофранкско кралство
Западнофранкското кралство е европейска монархия, просъществувала за кратко през средните векове.

## История
Немскофранкската му характеристика бързо се губи сред държавнотворческия устрем на местните гали и това кралство бързо се обособява като познатото по-късно Кралство Франция.
Това държавно формирование е резултат от Вердюнския договор, с който Людовик Благочестиви разделя империята на баща си Карл Велики между тримата си сина Лотар, Лудвиг и Карл II Плешиви. Последният получава западните територии – Francia occidentalis и става първият крал на Франция, е обявен за император през 875 г.